# Austin Freeman
Austin Mambo Freeman jr. (Mitchellville, 6 maggio 1989) è un ex cestista statunitense con cittadinanza liberiana.

## Carriera
Dopo gli anni nella squadra dell'high school, Austin si iscrive all'Università di Georgetown. Durante la sua permanenza, però, gli viene diagnosticato il Diabete mellito di tipo 1 che rischia di compromettergli totalmente la carriera; grazie alle cure cui si è sottoposto, alla fine riesce a tornare a calcare i campi della NCAA. A Georgetown trascorre delle buone annate tanto da essere eletto nella stagione 2010-2011 Giocatore dell'anno della Big East Conference e tanto da aspettarsi una chiamata nel Draft NBA 2011. Questa chiamata, però, non arriva, e quindi il 13 luglio 2011 firma un contratto annuale con la Fulgor Libertas Forlì partecipante al campionato di Legadue.
Disputa la NBA Summer League 2012 con la casacca dei New Orleans Hornets per poi accasarsi in Israele all'Hapoel Eilat. Nel gennaio 2013 passa al Maccabi Ashdod, altra squadra della Ligat ha'Al.
Nel 2013, dopo la NBA Summer League con la casacca degli Indiana Pacers, firma nuovamente per il Maccabi Ashdod ma lascia Israele dopo appena sei partite. Il 27 novembre 2013 si accasa all'Iowa Energy, compagine della lega di sviluppo NBA.
Il 27 giugno 2014 ritorna in Italia firmando per l'Orlandina Basket.
Il 27 febbraio 2015, dopo essere stato liberato dalla squadra siciliana, firma con la Virtus Roma.
Dopo aver concluso la stagione in Italia, il 23 maggio firma in Repubblica Dominicana con i Titanes del Licey.
Il 6 luglio 2015 la Viola Reggio Calabria annuncia con un comunicato ufficiale di aver ingaggiato il giocatore per la stagione 2015/2016, in cui disputa il campionato di serie A2. Il 26 gennaio 2016 viene annunciata la risoluzione consensuale del contratto.

## Statistiche

### Presenze e punti nei club
Dati aggiornati all'8 marzo 2016
| Stagione        | Squadra                | Competizione | Partite | Partite | Partite | Statistiche tiro | Statistiche tiro | Statistiche tiro | Altre statistiche | Altre statistiche | Altre statistiche | Altre statistiche | Altre statistiche |
| Stagione        | Squadra                | Competizione | Pres.   | Titol.  | Minuti  | Tiri da 2        | Tiri da 3        | Liberi           | Rimb.             | Assist            | Rubate            | Stopp.            | Punti             |
| --------------- | ---------------------- | ------------ | ------- | ------- | ------- | ---------------- | ---------------- | ---------------- | ----------------- | ----------------- | ----------------- | ----------------- | ----------------- |
| 2007-2008       | Georgetown Hoyas       | NCAA-I       | 34      |         |         | 75/124           | 40/100           | 40/49            | 101               | 55                | 29                | 2                 | 310               |
| 2008-2009       | Georgetown Hoyas       | NCAA-I       | 30      |         |         | 94/164           | 26/85            | 77/102           | 126               | 61                | 26                | 5                 | 343               |
| 2009-2010       | Georgetown Hoyas       | NCAA-I       | 33      |         |         | 142/250          | 59/133           | 83/97            | 117               | 80                | 30                | 7                 | 544               |
| 2010-2011       | Georgetown Hoyas       | NCAA-I       | 32      |         |         | 142/256          | 62/173           | 94/108           | 118               | 78                | 23                | 5                 | 564               |
| 2011-2012       | Marcopoloshop.it Forlì | Legadue      | 22      | 22      | 789     | 116/225          | 40/147           | 107/134          | 100               | 64                | 41                | 4                 | 459               |
| '12-gen. '13    | Hapoel Eilat B.C.      | Ligat ha'Al  | 11      | 9       | 325     | 29/65            | 20/69            | 21/29            | 37                | 27                | 13                | 1                 | 139               |
| gen. '13-'13    | Maccabi Ashdod B.C.    | Ligat ha'Al  | 16      | 8       | 468     | 55/99            | 32/94            | 36/41            | 41                | 38                | 12                | 1                 | 242               |
| '13-nov. '13    | Maccabi Ashdod B.C.    | Ligat ha'Al  | 6       | 0       | 124     | 19/42            | 6/15             | 11/11            | 11                | 5                 | 5                 | 0                 | 67                |
| nov. '13-'14    | Iowa Energy            | NBA D-L      | 41      | 1       | 779     | 95/174           | 63/169           | 60/78            | 90                | 97                | 24                | 7                 | 439               |
| '14-feb. '15    | Upea Capo d'Orlando    | Serie A      | 18      | 18      | 594     | 68/168           | 32/100           | 44/54            | 62                | 53                | 13                | 2                 | 276               |
| apr. '15-'15    | Acea Roma              | Serie A      | 11      | 10      | 308     | 22/43            | 11/47            | 10/12            | 29                | 19                | 7                 | 0                 | 87                |
| 2015-gen.'16    | Bermè Reggio Calabria  | Serie A2     | 11      | 7       | 298     | 41/74            | 16/54            | 16/21            | 27                | 23                | 7                 | 0                 | 146               |
| Totale carriera |                        |              |         |         |         |                  |                  |                  |                   |                   |                   |                   |                   |

## Palmarès
- McDonald's All-American Game (2007)